# Pierre André Miquel
Pour les articles homonymes, voir Miquel.
Pierre-André Miquel, né le 20 janvier 1762 à Béziers en France et mort le 5 mars 1819 à Béziers, est un général français de la Révolution et de l’Empire.

## Biographie
Il entre en service le 4 février 1778, au 56e régiment d'infanterie de ligne, ci-devant Bourbon. Nommé sergent le 9 septembre 1781, il reste en garnison à Belle-Île-en-Mer pendant la guerre d'Amérique jusqu'au 15 avril 1783. Il obtient tous ses grades dans le même régiment, fourrier le 30 avril 1789, sergent-major le 23 juin 1790, adjudant-sous-officier le 14 mars 1791, adjudant-major le 20 avril 1792, capitaine le 30 du même mois, chef de bataillon le 4 floréal an II, et, le 9 nivôse an III, chef de brigade audit corps, devenu 112e demi-brigade en l'an III, 88e à l'organisation de l'an IV.
Il fait la campagne de 1792 à l'armée du Nord, et les suivantes aux armées de Champagne, des Ardennes et de Sambre-et-Meuse jusqu'au 18 nivôse an V. Le 2 mars 1793, étant à la tête d'un détachement de 50 hommes, il est chargé de défendre la porte de Maastricht à Aix-la-Chapelle. Cerné de tous côtés, il fait une percée à travers plus de 3 000 Autrichiens, et après trois heures du plus terrible combat, il parvient à rejoindre l'arrière-garde française, n'ayant perdu que six de ses soldats.
Le 16 du même mois, l'armée est postée entre Saint-Tron et Tirlemont. Voyant un bataillon de 600 hommes qui hésite pour se porter sur un pont qu'il faut rompre, il prend 50 hommes, marche sur ce pont avec sa poignée de braves, le prend en plein jour sous les yeux de l'armée autrichienne, et s'y maintient. La conduite soutenue de cet officier engage ses camarades à se démettre en sa faveur de leurs droits au grade de chef de bataillon qui lui fut décerné sur leur demande expresse.
Le 11 frimaire an IV, il fixe l'attention du général Bernadotte, sous les ordres duquel il est, par un fait d'armes remarquable. Chargé d'attaquer la ville de Creutznach avec un bataillon et trois compagnies de grenadiers, il se précipite sur la porte, la fait enfoncer, et entre le premier dans la place. Les assiégés ayant reçu un renfort considérable de troupes, qui s'étend sur la rive droite de la Nahe, il se voit obligé de rétrograder au-delà même de la porte qu'il a enlevé de vive force ; mais il ne perd pas courage, rallie ses grenadiers, se précipite sur les Autrichiens, les culbute, pénètre une seconde fois dans la ville, la reprend et fait 700 prisonniers.

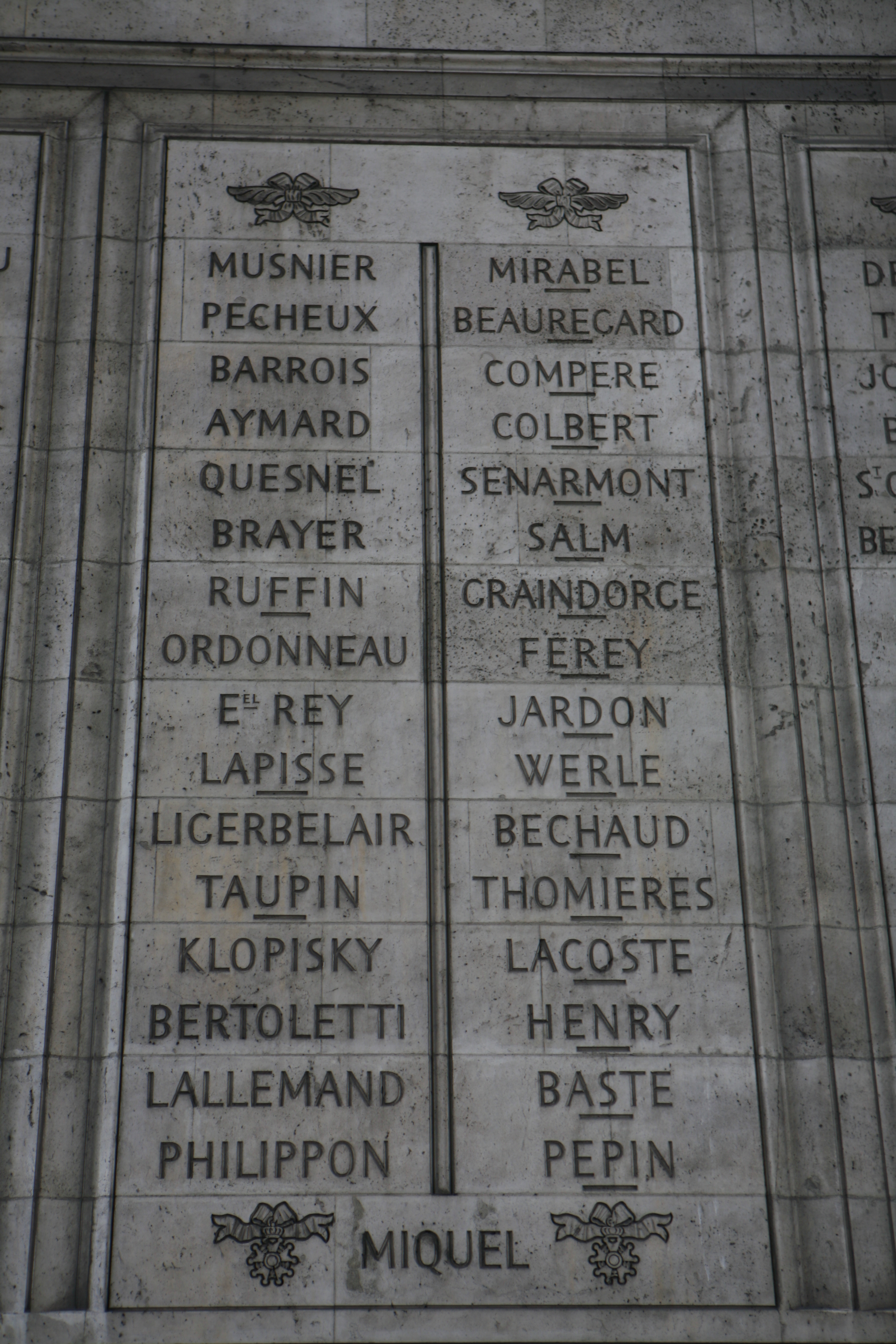
Noms gravés sous l'arc de triomphe de l'Étoile : pilier Ouest, 37e et.

Le 20 vendémiaire an V, il reçoit l'ordre de rejoindre, avec un bataillon, la division Bernadotte, il se met en marche et franchit les trente lieues qu'il a à parcourir, et se porte, de son propre mouvement, au secours de quelques compagnies de la division Grenier, attaquées par l'ennemi. Le 30, il était à Andernach avec son bataillon et quelques compagnies de la 3e demi-brigade. Sur les onze heures du soir, deux coups de canon tirés de la rive droite du Rhin, lui donnent l'éveil : il court chez le général qui commande, et il apprend que l'ennemi a passé le Rhin, il sollicite instamment des ordres. N'en recevant pas, il rassemble ses soldats, se porte sur le point d'attaque, repousse les Autrichiens qui ont passé le Rhin entre Andernach  et Veissenthurn, leur prend 200 hommes et fait 2 prisonniers de sa main. Les généraux Bernadotte et Kléber le comblent d'éloges.
Le 18 nivôse an V, il passe à l'armée d'Italie. Le 29 ventôse, Bernadotte ordonne à la 88e demi-brigade d'attaquer la place de Gradisea. Il se dirige avec son unité, sous une grêle de balles et de mitraille, vers la porte de la ville et tente de la briser à coups de hache, mais elle est garnie en dedans d'une épaisse couche de terre et de fumier qui s'oppose à ses efforts. Il veut hâter les sapeurs, mais il tombe grièvement blessé d'un coup de feu qui lui traverse la cuisse droite un peu au-dessus du genou. Son bataillon perd, dans cette attaque, 15 officiers et 75 sous-officiers et soldats : les 4 000 hommes qui défendent la place sont néanmoins obligés de se rendre.
Le 1er germinal, il se trouve au passage du Tagliamento et de l'Isonzo. Sa conduite est si belle en cette circonstance, que le Directoire exécutif lui adresse une lettre extrêmement flatteuse, dans laquelle il loue son courage et celui des braves qu'il a commandés. il continue à servir aux armées d'observation d'Italie et du Midi pendant les ans V, VI, VII, VIII, IX et X. Partout il se distingue, et surtout au passage de l'Adige, le 8 germinal an VII.
Promu au grade de général de brigade le 29 août 1803, il fait partie de la 3e division d'infanterie, au camp de Boulogne, sous les ordres du maréchal Soult, jusqu'au 15 germinal an XIII. Nommé membre de la Légion d'honneur le 19 frimaire an XII, et commandant de l'Ordre le 25 prairial, il passe dans le département de l'Ariège, qui est en état de guerre, y reste jusqu'au 18 décembre 1811. Il est créé baron de l'Empire le 6 septembre 1811, et il est admis à la retraite par décret du 8 mars 1812. 
Marié à Catherine Marthe (1776-1805) dont il a 5 enfants, il meurt à 57 ans le 5 mars 1819 à Béziers.
Une rue porte son nom à Béziers : la rue du Général-Miquel. Son nom figure également sur l'arc de triomphe de l'Étoile (pilier ouest vers avenue Kléber - façade intérieure).

## Armoiries
| Figure | Blasonnement |
|        | D'or, au volcan de sable enflammé de gueules, adextré d'une tête de Borée de carnation, soufflant de sinople, sénestré de deux clefs en sautoir d'azur au comble du même, chargé d'un lion couché et coutourné d'argent; franc quartier des barons tirés de l'armée, brochant au neuvième de l'écu. Pour livrées, jaune, bleu, noir, rouge. |

## Sources
- A. Lievyns, Jean Maurice Verdot, Pierre Bégat, Fastes de la Légion d'honneur : biographie de tous les décorés accompagnée de l'histoire législative et réglementaire de l'ordre, vol. 3, Bureau de l'administration, 1844 (lire en ligne)
- Pierre-André Miquel dans la base Roglo